# Stefan George
Stefan Anton George, né le 12 juillet 1868 à Bingen am Rhein et mort le 4 décembre 1933 à Minusio, est un poète et traducteur allemand.

## Biographie
La poésie de George est caractérisée par un ethos distant et aristocratique ; son vers est formel par le style, lyrique par la tonalité et souvent mystérieux par la langue : il s'inspire en effet des formes classiques grecques, en réaction à la tendance réaliste de la littérature allemande de son temps. Convaincu que le but de la poésie est de prendre de la distance par rapport au monde, ardent défenseur de l'art pour l'art et influencé par Nietzsche, Stefan George peut être rattaché par son écriture au mouvement symboliste français de Stéphane Mallarmé.
George est un pont important entre le XIXe siècle et le Modernisme allemand, quoiqu'étant un sévère critique de l'ère moderne. Il expérimente, avec divers mètres poétiques, ponctuation, allusions obscures et typographie. La meilleure production poétique de George est Algabal (1892). Le titre est une référence à l'empereur romain Elagabal.
George est également un traducteur important, qui traduit Dante, Shakespeare et Baudelaire en allemand.

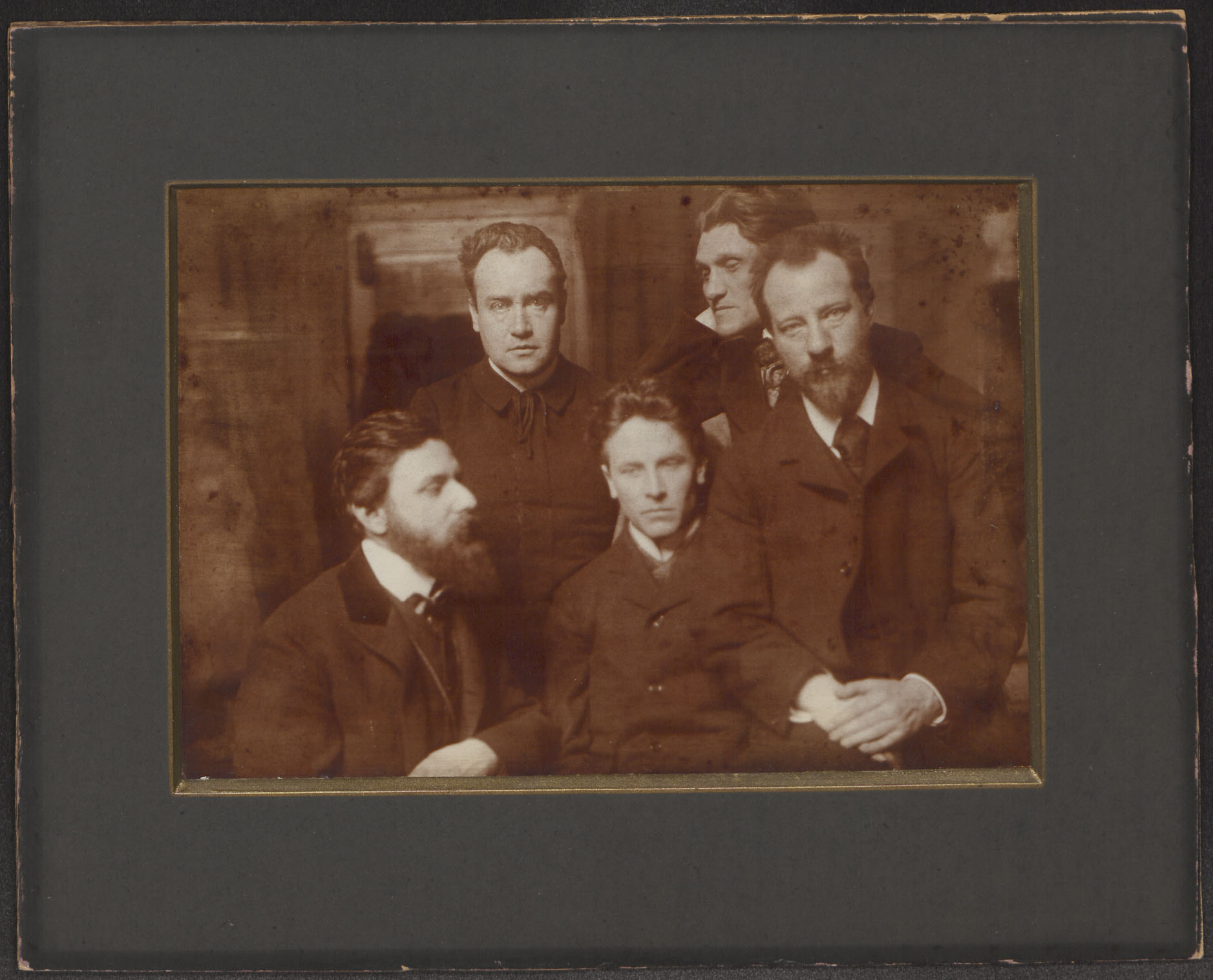
De gauche à droite : Karl Wolfskehl, Alfred Schuler, Ludwig Klages, Stefan George, Albert Verwey. Photo de Karl Bauer

Le Georgekreis (cercle de George) se constitue vers 1892 autour de la revue Blätter für die Kunst avec des personnalités diverses,, : Karl Wolfskehl, la comtesse Franziska zu Reventlow, Friedrich Gundolf, Albert Verwey, Ludwig Klages, Alfred Schuler (de), ces deux derniers développant par la suite leurs propres cercles qui comptèrent Walter Benjamin. Le cercle de George éclate en 1904 à la suite d'une dispute entre George et Wolfskehl d'un côté, et Klages et Schuler de l'autre.
En 1902, à Munich, George rencontre Maximilian Kronberger (de), 14 ans, qui décède en 1904. Il développe alors une sorte de "culte de Maximin" (divinité incarnée), en partie responsable de ruptures diverses avec les personnalités de son cercle, et avec les cercles de Ludwig Klages et d'Alfred Schuler.
Il a pu y avoir également des abus mentaux et sexuels.
De cette période datent Le Septième Anneau (de) (1907), qui comprend le Cycle de Maximin, puis Der Stern des Bundes (1913), également d'une tonalité prophétique.
George exerce une influence importante sur Hugo von Hofmannsthal, un des modernistes littéraires les plus importants de l'Autriche (qui va rompre avec George en 1906), ainsi que sur l'écrivain Franz Hessel, l'historien Ernst Kantorowicz ou encore certains membres du complot visant à assassiner Hitler en juillet 1944, dont Claus von Stauffenberg.
Durant la 1re Guerre mondiale, il rejette la guerre et devient une idole des jeunes.
Hostile au nazisme, qui a une autre conception de la notion de Das neue Reich, refusant la proposition de Goebbels de la présidence d'une nouvelle Académie allemande, refusant de participer à la célébration pompeusement mise en scène pour son 65e anniversaire, Stefan George s'installe en Suisse, où il meurt, à l'hôpital de Locarno.

## Œuvres
- 1907 : Le Septième Anneau (de) (Der siebente Ring)
- 1928 : Le Nouvel Empire (George) (de) (Das neue Reich)

Traductions françaises :
- Dichtungen/Poèmes, traduction bilingue par Maurice Boucher, éditions Aubier Flammarion, Paris, 1969.
- Maximim, précédé de Poèmes à Gundolf, traduction par Dominique Le Buhan et Eryck de Rubercy, éditions Bibliothèque Artistique et Littéraire (Fata Morgana), Montpellier, 1981.
- Effigies, des poètes et de la poésie, traduction par Dominique Le Buhan et Eryck de Rubercy, éditions Bibliothèque Artistique et Littéraire (Fata Morgana), Fontfroide, 2004.
- L'Étoile de l'Alliance, traduction et postface par Ludwig Lehnen, éditions de La Différence, Paris, 2005.
- Poésies complètes, édition bilingue, traduction par Ludwig Lehnen, 830 pages, éditions de La Différence, Paris, 2009.
- Feuilles pour l'art, 1892-1919 et autres textes du Cercle de George, traduits et présentés par Ludwig Lehnen, éditions Les Belles Lettres, Paris, 2012.
- Poésies complètes, traduction nouvelle entièrement revue par Ludwig Lehnen, éditions H Diffusion, Paris, septembre 2023.